# Кочегарка (альбом)
«Кочегарка (Четвёртый день Третьего фестиваля)» — акустический концертный сплит-альбом с песнями Юрия Шевчука и Александра Башлачёва. Записан 18 марта 1985 года в Ленинграде в актовом зале ветеринарного института на Московском проспекте, 37 Сергеем Фирсовым на магнитофон Aiwa.
Мероприятие было организовано Геннадием Зайцевым и Уралом «Джимми» Хазиевым и оказалось полулегальным, Шевчук впервые выступил в Ленинграде вместе с неизвестным широкой публике Башлачёвым. Концерт официально издан Manchester Files на магнитофонных кассетах в 1995 году, а на компакт-диске — в 1997 году в серии «Архив Русского Рок-н-ролла». Цифровой ремастеринг — Петербургская студия грамзаписи.
В 2022 году сет Башлачёва был переиздан музыкальным издательством «Maschina Records», при этом название альбома было изменено на «В городе Пушкина и рок-н-ролла», хотя ряд дисков и пластинок вышел лимитированным тиражом под оригинальным названием.

## Список композиций

### Юрий Шевчук
1. Наполним небо добротой — 04:33
2. Свинья на радуге — 01:32
3. К чему реке… — 02:09
4. Я завтра брошу пить — 02:18
5. Я получил эту роль — 03:39
6. Не пинайте дохлую собаку — 03:23
7. Осень (Мёртвые дожди) — 02:15
8. Осень 2 (Посвящение Сергею Есенину) — 02:52
9. Мальчики-мажоры — 04:22
10. Галя, ходи… — 01:44
11. Тише-тише… — 01:20
12. Монолог в ванной — 03:40
13. Эх, судьба — 02:45
14. Хиппаны — 02:41

### Александр Башлачёв
1. Песня ржавой воды — 02:26
2. Некому берёзу заломати — 02:16
3. Время колокольчиков — 02:38
4. Лихо — 02:39
5. Музыкант — 03:16
6. Час прилива — 03:09
7. Слёт-симпозиум (Репортаж) — 04:50
8. Свадьба (Bonustrack) — 06:21
9. Храни нас, Господи! (Bonustrack) — 06:46

## Переиздание Maschina Records (2022 год)
В переиздание вошёл только сет Башлачёва и запись на Ленинградской студии документальных фильмов для кинофильма «Барды покидают дворы»

### Кочегарка. Дневной концерт
1. Ржавая вода — 02:25
2. Некому берёзу заломати — 02:16
3. Время колокольчиков — 02:37
4. Лихо — 02:38
5. Подвиг разведчика — 04:24
6. Музыкант — 03:14
7. Час прилива — 03:03
8. Слёт-симпозиум — 04:52

### Кочегарка. Вечерний концерт
1. Хозяйка — 03:51
2. Грибоедовский вальс — 03:18
3. Осень — 02:48
4. Дым коромыслом — 02:49
5. Слёт-симпозиум — 05:22

### Запись на Ленинградской студии документальных фильмов (июнь 1987)
1. Некому берёзу заломати — 03:48
2. Петербургская свадьба — 06:18
3. Вечный пост — 06:47
4. Имя имён — 08:22
5. Некому берёзу заломати (вариант 2) — 03:25
6. Некому берёзу заломати (вариант 3) — 04:11